# Cantonul Crest-Sud
Cantonul Crest-Sud este un canton din arondismentul Die, departamentul Drôme, regiunea Rhône-Alpes, Franța.

## Comune
- Autichamp
- Chabrillan
- Crest (parțial, reședință)
- Divajeu
- Francillon-sur-Roubion
- Grane
- Piégros-la-Clastre
- Puy-Saint-Martin
- La Répara-Auriples
- La Roche-sur-Grane
- Saou
- Soyans